# Comcast
 A Comcast Corporation (korábban Comcast Holdings néven bejegyzett) egy amerikai telekommunikációs médiakonglomerátum, amelynek székhelye Philadelphiában található. A Comcast a világ második legnagyobb országos és kábeltelevíziós vállalata, emellett a legnagyobb kábeltelevízió- és internetszolgáltató az Egyesült Államokban, valamint a harmadik legnagyobb telefonos szolgáltatója. 2011-ben az NBCUniversal felvásárlásával a világ egyik legnagyobb televíziós és filmes tartalomgyártója lett, az egyik amerikai országos televíziós csatorna, az NBC és a Universal Pictures filmstúdió tulajdonosa. Ezek mellett többek között a USA Network, az MSNBC, a CNBC, a Syfy, az E!, az Xfinity, és 2018 óta az európai Sky-hálózat anyacége is.

## Története

### American Cable Systems
1963-ban Ralph J. Roberts két üzlettársával, Daniel Aaronnal és Julian A. Brodskyval közösen megvette az American Cable Systems nevű vállalatot akkori anyacégétől, a Jerrold Electronicstól. Az 500 000 dollárért megvásárolt cég ekkor egy kis kábelszolgáltató volt Mississippi Tupelo nevű városában. Öt csatornát biztosított, 12 000 ügyfélnek. 1965-ben az American Cable Systems megvette a Storecast Corporation of America elnevezésű marketingcéget, majd '68-ban a Muzakot, egy brandet, amellyel olyan zenéket fémjeleztek, melyeket szupermarketekben háttérzeneként játszottak. A Storecast kapcsolatban állt már előtte is a Muzakkal. A Storecast a Muzak ügyfele volt.

### Comcast

A Comcast 1969-től 1999-ig használatban lévő logója

A céget újraszervezték 1969-ben, ezúttal Comcast Corporation névvel. 1977-ben az HBO elsőként a Comcast rendszerén indult el 20 000 ügyféllel Nyugat-Pennsylvaniában. A felvásárlások egymást követték, a Comcast egyre több céget bekebelezett. 1968-ban hálózatát a Group W Cable nevű műsorszóró céggel bővítette, ekkor ügyfelei számát 1 millióra növelte.  Az American Cellular Network felvásárlást követően 1988-tól már mobiltelefonos szolgáltatóvá is vált.

### Növekvő piaci részesedés (1990–2000)
1990 februárjában Ralph Roberts fia, Brian L. Roberts lépett édesapja helyébe mint a Comcast elnöke. További hálózatbővítések után 1994-re a Comcast az Egyesült Államok harmadik legnagyobb kábeltelevíziós szolgáltatójává nőtte ki magát, kb. 3,5 milliós előfizetőszámmal. Az ezt követő évben, az E. W. Scripps Company felvásárlását követően ez a szám már 4,3 millióra duzzadt.
1996-tól a Comcast már internetes szolgáltatóvá is vált, 1997-ben a Microsoft 1 milliárd dollárt fektetett a Comcastba, és az így elindíthatta az első digitális televízióadását. Ugyanebben az évben a Disney-vel közösen a Comcast 50,1%-os részesedést szerzett az E! Entertainmentben. 

### Mint legnagyobb amerikai kábelszolgáltató (2001-től)

Az AT&T Broadband és a Comcast lehetséges egyesítésére tervezett logó, 2001

Comcast-logó, amelyet 1999. december 12-én vezettek be, és 2000-től 2012-ig használták

2001-ben a Comcast bejelentette, hogy az akkori legnagyobb kábeltelevíziós szolgáltató, az AT&T Broadband érdekeltségeit  44,5 milliárd dollárért felvásárolja. Az eredeti terv szerint így az egyesült cég "AT&T Comcast" elnevezést kapott volna, de végül a Comcast egyszerű megtartása mellett döntöttek. Az AT&T rendszerét használó új leányvállalat Comcast Advertising Sales-ként, majd később Comcast Spotlightként lett ismert. Ezzel a lépéssel a Comcast 22 milliónál is több előfizetővel rendelkezett.

#### NBCUniversal

NBCUniversal logó 2011-től

2009 szeptemberében először lehetett arról hallani, hogy a Comcast tárgyal az NBC Universallal. A pletykákat a Comcast először még tagadta, az NBC eközben nem kívánta kommentálni a híreket. Egy hónappal később a CNBC információi szerint a General Electric egyesítené az NBC Universal országos televíziós és kábeltelevíziós érdekeltségeit, így az NBC, a USA Network, a Syfy, az MSNBC és a Universal Studios is egy céggé olvadna össze. A bejelentések szerint a Comcast ebből az új cégből 51%-os többséggel részesülne, a maradék 49 pedig a GE-t illetné.
A felvásárlást a médiahatóságok 2011 elején jóváhagyták, annak folyamata 2011. január 28-ára már lezajlott. 2012 decemberében a Comcast logójába az NBC címerállata, a színes páva is bekerült, nem sokkal később bejelentette, hogy megvásárolja a GE maradék 49 százalékát, ez pedig 2013. március 19-én meg is történt.

#### DreamWorks Animation
2016 áprilisában a Comcast bejelentette hivatalosan is, hogy az NBCUniversal felvásárolja a DreamWorks Animation animációs stúdiót 3,8 milliárd dollár ellenében. A felvásárlási folyamat 2016. augusztus 12-én zárult le. A Universal Pictures átvette a DreamWorks animációs filmjeinek forgalmazási jogait 2019-től kezdődően, az Így neveld a sárkányodat 3.-tól, miután a stúdiónak ekkor lejárt a 20th Century Foxszal kötött korábbi szerződése.

#### A Sky felvásárlása
2018. február 27-én a Comcast ajánlatot tett a Sky nevű európai műsorszolgáltatónak.
A Sky részvényire a Disney is ajánlatot tett, azonban végül 2018. november 7-én a Sky teljes egészében a Comcasthoz került. A Sky televízióhálózatot, több televíziós csatornát és video on demand szolgáltatást is üzemel, emellett Nyugat-Európa egyik legnagyobb sorozatgyártója. Európa 5 országában piacvezető pozícióban van mint televíziós szolgáltató.

## Fordítás
- Ez a szócikk részben vagy egészben  a   Comcast című angol Wikipédia-szócikk ezen változatának fordításán alapul.  Az eredeti cikk szerkesztőit annak laptörténete sorolja fel. Ez a jelzés csupán a megfogalmazás eredetét és a szerzői jogokat jelzi, nem szolgál a cikkben szereplő információk forrásmegjelöléseként.